# Alain Marguerettaz
Alain Marguerettaz, född 1962, är en fransk längdskidåkare.

## Meriter
- Brons vid paralympiska vinterspelen 2006, längdskidåkning 5 km sittande